# Paula Elisabeth Cerioli
Paula Elisabeth Cerioli (* als Costanza Cerioli am 16. Januar 1816 in Soncino, Lombardei; † 24. Dezember 1865 in Comonte bei Bergamo, Italien) war eine italienische Ordensgründerin.

## Leben
Sie entstammte dem piemontesischen Adelsgeschlecht Cerioli und wurde mit 19 Jahren gegen ihren Willen mit einem 60-jährigen Grafen verheiratet. Nachdem ihr Mann und ihre drei Söhne gestorben waren, verschenkte Costanza Cerioli den Großteil ihres Vermögens an Arme. Mit dem Rest gründete sie 1856 in Martinengo bei Brescia den Orden der „Brüder von der Heiligen Familie“ (ital.: „Pretie Fratelli della S. Famiglia“) und Bergamo den Orden der „Schwestern von der Heiligen Familie“ (ital.: „Suore della S. Famiglia“) zur Erziehung von Waisenkindern und der Kinder armer Bauern. 1901 anerkannte Papst Leo XIII. die Ordensgründungen.
Die beiden Ordensgemeinschaften wurde später zur Kongregation der Heiligen Familie von Bergamo vereinigt.
Am 19. März 1950 wurde sie selig und im Jahr 2004 von Johannes Paul II. heiliggesprochen. Ihr Fest ist der 23. Dezember.